# Walter Castle Keith

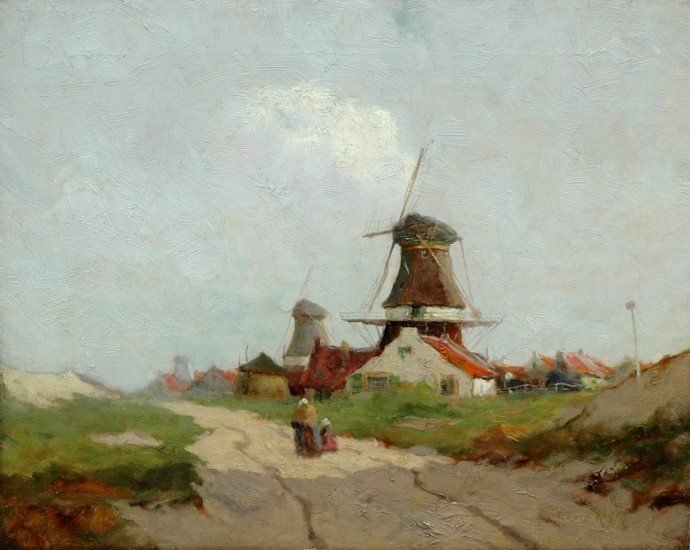
De molens van Leidschendam

Walt(h)er Castle Keith (Detroit, 18 februari 1863 - aldaar, 14 januari 1927) was een Amerikaans kunstschilder. Hij schilderde lange tijd in Nederland.

## Leven en werk

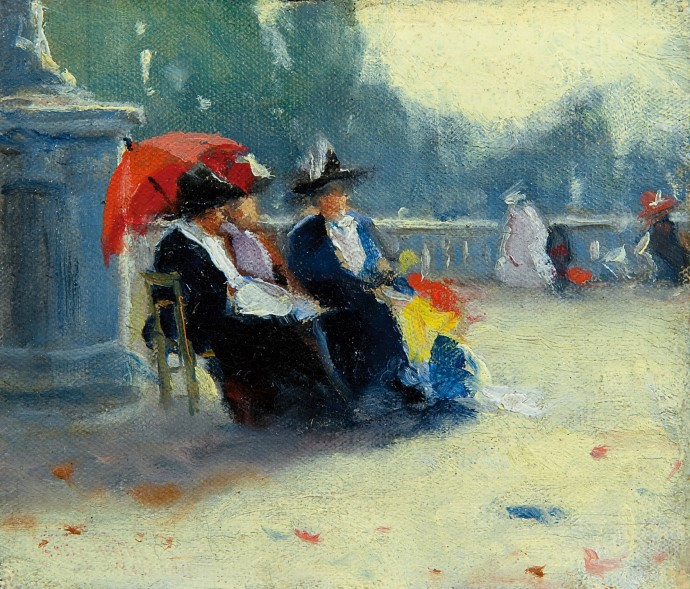
Vriendinnen in de Jardin du Luxembourg, klein vroeg paneel

Walter Castle Keith werd geboren in Detroit, maar groeide op in de staat New York. Hij studeerde in Londen en München. In 1901 huwde hij met Daisy Virginia Primrose (1874-1957), die hij in zijn thuishaven Syracuse had leren kennen. Hoewel ze voor de verkoop van Keiths werk regelmatig op en neer bleven reizen, zou het echtpaar echter vooral in Nederland verblijven, waar Keith het schilderachtige leven van boeren en vissers schilderde. Hij was vooral gecharmeerd van het vissersdorpje Katwijk, waar hij deel uitmaakte van de plaatselijke schilderskolonie. Hij schilderde in de stijl van de Haagse School. Kenmerkend is zijn beperkte aandacht voor detail, waardoor veel van zijn werken "onaf" lijken. Door zijn verflagen op te bouwen suggereerde hij volume. Zijn met licht overgoten en kleurrijke werken tonen vooral de rustige tred van het dagelijkse leven van de vissersbevolking.
Keith woonde en werkte ook in Amsterdam, Den Haag, Heeze en Laren. In 1920 keerde hij terug naar de Verenigde Staten, maar kwam nog diverse malen voor kortere en langere trips naar Nederland terug. Zijn "Hollandse" werken gingen in Amerika steeds grif van de hand. In 1927 overleed hij tijdens een expositie van zijn werk in Detroit. Zijn vrouw Daisy keerde in 1932 terug naar Nederland, waar ze in 1957 te Bloemendaal overleed. Het echtpaar had geen kinderen.
Werk van Keith is onder andere te zien in het Katwijks Museum, het Gemeentemuseum Helmond en het Museum Kempenland.

## Galerij

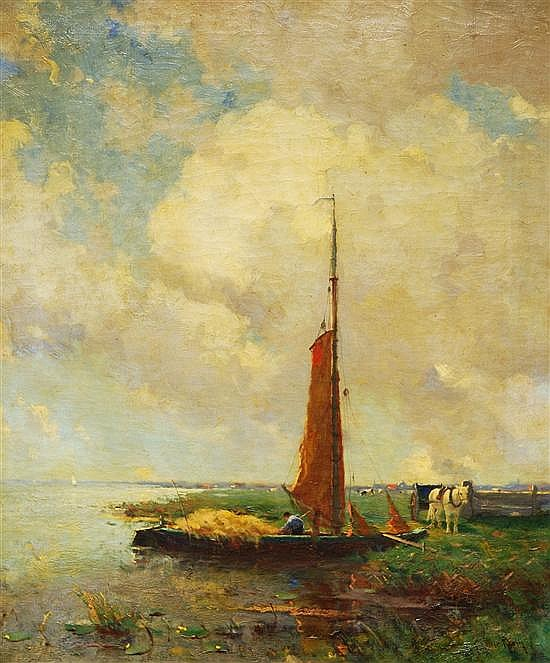
Kustscène
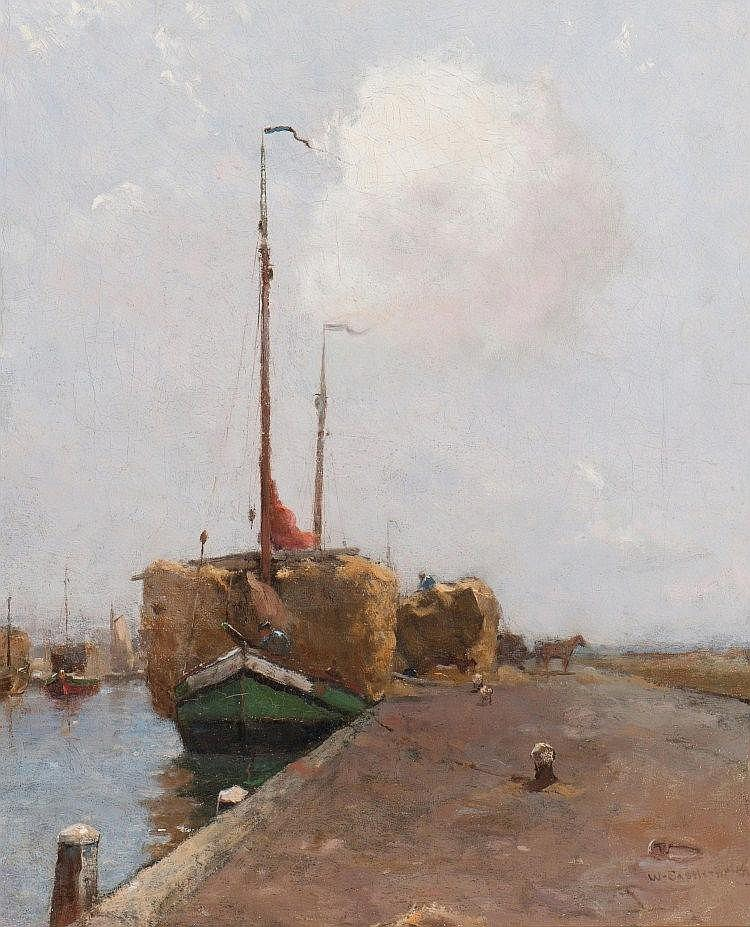
Aangemeerde schepen
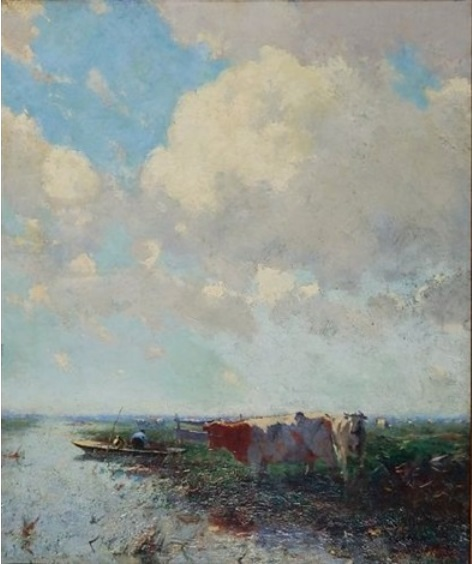
Hollands landschap
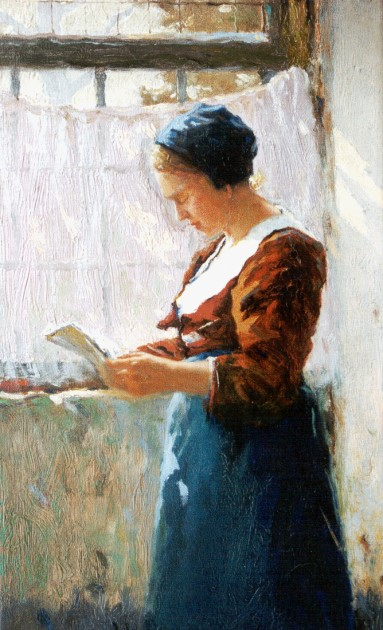
Lezend meisje
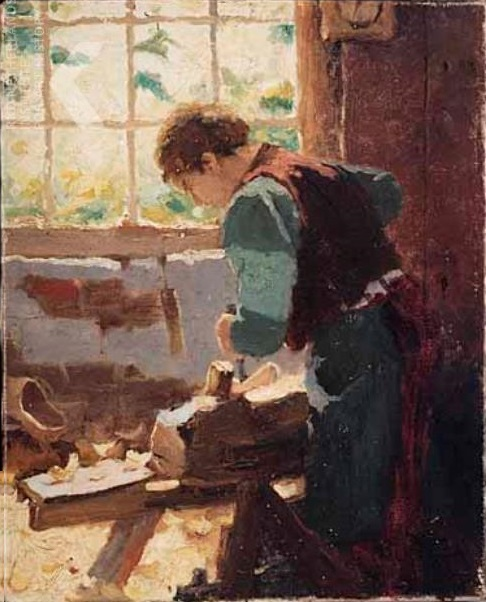
Klompenmaker te Heeze

## Noot
1. ↑  Als voornaam wordt ook wel William gegeven. Castle was de tweede voornaam van Keith en hij stond erop om met deze naam aangesproken te worden.
2. ↑  Zie online-begraafplaatsen